# Toy (David Bowie)
| Recensione       | Giudizio |
| ---------------- | -------- |
| AllMusic         | [ 1 ]    |
| Evening Standard | [ 2 ]    |
| The Guardian     | [ 3 ]    |
| The Independent  | [ 4 ]    |
| Pitchfork        | 6.5/10   |
| Rolling Stone    | [ 6 ]    |

Toy è un album in studio postumo del musicista britannico David Bowie, pubblicato nel 2021.
Il disco fu registrato tra luglio e ottobre 2000 a New York ed è composto da rifacimenti di canzoni di Bowie risalenti al periodo 1964-1971, insieme a un paio di nuove tracce. Il progetto fu co-prodotto da Bowie e Mark Plati e vede la presenza di musicisti della tour band dell'epoca di Bowie, Earl Slick, Gail Ann Dorsey, Mike Garson e Sterling Campbell, con sovraincisioni da parte di Lisa Germano, Gerry Leonard e Cường Vũ.

## Tracce
1. I Dig Everything – 5:03
2. You've Got a Habit of Leaving – 4:48
3. The London Boys – 3:47
4. Karma Man – 3:46
5. Conversation Piece – 3:53
6. Shadow Man – 4:40
7. Let Me Sleep Beside You – 3:14
8. Hole in the Ground – 3:32
9. Baby Loves That Way – 4:37
10. Can't Help Thinking About Me – 3:25
11. Silly Boy Blue – 5:35
12. Toy (Your Turn to Drive) – 4:16

## Formazione
- David Bowie – voce, tastiera, stilofono, mandolino
- Earl Slick – chitarra
- Gail Ann Dorsey – basso
- Mike Garson – tastiera
- Mark Plati – basso, chitarra
- Sterling Campbell – batteria
- Lisa Germano – violino acustico, violino elettrico, recorder, mandolino, fisarmonica
- Gerry Leonard – chitarra
- Cường Vũ – tromba
- Holly Palmer – cori
- Emm Gryner – cori
- Tony Visconti – arrangiamento archi

## Classifiche
| Classifica (2022) | Posizione massima |
| ----------------- | ----------------- |
| Regno Unito       | 5                 |
| Svizzera          | 7                 |
| Italia            | 21                |